# Mustapha Zitouni
Mustapha Zitouni (arab. مصطفى زيتوني, Mustafa Zajtuni; ur. 19 października 1928 w Algierze, zm. 5 stycznia 2014 w Nicei) – francusko-algierski piłkarz występujący na pozycji obrońcy. W trakcie swojej kariery występował zarówno w reprezentacji Francji, jak i w reprezentacji Algierii.

## Kariera
Urodzony w Algierze, Zitouni spędził większą część swojej piłkarskiej kariery we Francji, gdzie reprezentował barwy takich klubów, jak Stade Français, AS Cannes oraz AS Monaco. Był rezerwowym zawodnikiem podczas igrzysk olimpijskich w 1952 w Helsinkach, na których zaspół Francji zajął 17.–25. miejsce. W 1958 roku zawiesił zawodową karierę, by wyjechać do Algierii, gdzie występował w nieoficjalnej reprezentacji kraju, która była prowadzona przez Front Wyzwolenia Narodowego, grupę rebeliantów walczącą o niepodległość Algierii. Wcześniej występował w reprezentacji Francji. Zmarł 5 stycznia 2014 roku.